# آب‌انبارهای شماره ۱و۲ سید جعفر
آب انبارهای شماره ۱و۲ سید جعفر مربوط به دوران‌های تاریخی پس از اسلام است و در اوز، داخل شهر، محله کورچون واقع شده و این اثر در تاریخ ۶ دی ۱۳۵۵ با شمارهٔ ثبت ۱۳۲۶ به‌عنوان یکی از آثار ملی ایران به ثبت رسیده‌است.